# Mariken
Mariken is een Nederlandse jeugdfilm uit 2000 van regisseur André van Duren, met in de hoofdrollen Laurien Van den Broeck, Willeke van Ammelrooy en Kim van Kooten, en met muziek van Mark van Platen. De film is geproduceerd door Egmond Film and Television met als co-producent de VPRO. Ook is hij bij Villa Achterwerk vertoond.
De film is goeddeels gebaseerd op het 16e-eeuwse mirakelspel Mariken van Nieumeghen.  Het is een donker middeleeuws sprookje.

## Verhaal
Het verhaal gaat over het moederloze meisje Mariken. Zij is te vondeling gelegd, en wordt gevonden en opgevoed door Archibald. 

## Prijzen
Mariken won vele internationale filmprijzen. Bij het Cinekid-festival won de film de prijs voor Beste Jeugdfilm.

## Rolverdeling
| Acteur                 | Personage      |
| ---------------------- | -------------- |
| Laurien Van den Broeck | Mariken        |
| Jan Decleir            | Archibald      |
| Willeke van Ammelrooy  | Griet          |
| Kim van Kooten         | Isabella       |
| Ramsey Nasr            | Joachim        |
| Dora van der Groen     | Zwarte Weeuw   |
| Willem Van den Broeck  | Rattenjan      |
| Geert Lageveen         | Broeder Willem |
| Kasper van Kooten      | Monne          |